# 哈根鎮區 (明尼蘇達州克萊縣)
哈根鎮區（英語：Hagen Township）是位於美國明尼蘇達州克萊縣的一個行政鎮區。

## 地方資料
哈根鎮區的面積為84.10平方千米，當中陸地面積為84.00平方千米，而水域面積為0.10平方千米。根據2020年美國人口普查的數據，當地共有人口128人，而人口密度為每平方千米1.52人。